# Sant Francesc de Blanes
Sant Francesc de Blanes és una ermita del municipi de Blanes (Selva) inclosa en l'Inventari del Patrimoni Arquitectònic de Catalunya.

## Descripció
Es tracta edifici de planta rectangular, orientat a ponent, de nau única i absis quadrat. Té la coberta exterior a dues aigües i un campanar d'espadanya sobre la porta d'entrada. El sostre interior també és a dues aigües, de fusta.
La façana està formada per una porta amb llinda de pedra i tres finestres, dues de rectangulars a banda i banda de l'entrada i un òcul d'un sol bloc sobre la porta. L'absis és de planta rectangular i cobert amb volta de canó de mig punt. El presbiteri està elevat uns centímetres de la nau. L'accés, per a salvar el desnivell es fa per una escala. Els interiors no tenen ornamentació ni mobiliari, a part de les fornícules buides i la pica d'aigua beneïda.
A l'ermita resten, adossades a la part nord, les runes d'una edificació de dues plantes.
El seu estat actual és dolent a causa dels problemes d'humitat. El teulat és ple d'herbes i per culpa del xiprer adossat a la façana el sostre no drena bé l'aigua.

## Història
Ermita erigida pels propietaris de l'almadrava de Cala Bona dedicada a Sant Francesc des de 1681, com indica la inscripció de la llinda, que diu el següent: "En lo añ 1681 a 3 de desembre los señors de la almadrava de calabona erigiren esta capella per a culto de st. Francisco Xavier de la Compañia de Iesus com a patró de la almadrava i posa la primera pedra el Rt. Pa. Francisco de Poch de la Compañia de Iesus. Calificador del St. tribunal de la inquisició de Cataluña. Examinador sinodal del Bisbat de Barcelona."
Sembla que l'origen de l'ermita està en la resolució d'un conflicte entre els propietaris de l'almadrava de pesca de tonyina de Cala Bona i la comunitat del convent de Sant Francesc. Com es pot comprovar en fotografies antigues i anteriors als anys cinquanta del segle xx, les runes de la part nord corresponen a una casa adossada a l'ermita, ja fos un mas o la casa de l'ermità.
Actualment, i des de 1906, cada 28 de juliol i com a fi de la festa major s'hi celebra un aplec popular anomenat "de l'amor". El 1908 s'hi va celebrar l'arribada d'aigua conduïda a aquell paratge.